# Compagnie Générale des Tramways d'Anvers
Compagnie Générale des Tramways d'Anvers (în română Compania Generală a Tramvaielor din Antwerpen), prescurtat CGTA, a fost o companie de transport public local care a funcționat în orașul Antwerpen și în alte localități din Provincia Antwerpen.

## Istoric
În septembrie 1895 a fost înființată o societate financiară intitulată Compagnie Mutuelle de Tramways, având ca obiectiv preluarea întreprinderilor care exploatau serviciile de tramvai sau de omnibuz. În anii 1897-1899, societatea a început să negocieze cu diversele companii de tramvaie din Antwerpen cu scopul de a fuziona cu acestea într-o singură entitate și de a iniția un amplu program de electrificare a rețelelor. Rând pe rând, toate întreprinderile independente au fost achiziționate și înglobate în noua structură. Pentru o bună gestionare a procesului de exploatare, extindere și modernizare a serviciului de tramvai, Compagnie Mutuelle a înființat, pe 24 aprilie 1899, o filială intitulată Compagnie Générale des Tramways d'Anvers.
Începând cu 1 ianuarie 1990, CGTA a început să se ocupe de întreaga rețea de tramvai din regiunea Antwerpen. Concesiunea unui număr de linii și autorizația de a trece la tracțiunea electrică i-a fost acordată în virtutea decretului regal din 27 martie 1900. Gradual, rețeaua de tramvai a fost electrificată și extinsă. Licența de exploatare era valabilă până pe 31 decembrie 1945, iar CGTA a cerut în anii de început o extensie de 10 ani. Ministerul Lucrărilor Publice și-a dat acceptul, dar consiliul local din Antwerpen a emis un aviz negativ. În 1925, CGTA a introdus pentru prima dată în serviciu în oraș și un număr de autobuze, pe o linie nouă, special dedicată acestora.
În 1926, CGTA a fondat compania A.A. (în română Autobuzele din Antwerpen) pentru a putea participa la noile concesiuni pentru liniile de autobuz. De asemenea, compania a fost creată și cu scopul de a primi concesiunea de la Autobus Belges și de a putea prelua serviciile independente de autobuze. În 1926, acționarii CGTA au votat pentru transferarea activităților și concesiunilor către o nouă societate. CGTA a fost înlocuită, pe 1 ianuarie 1927, cu Tramways d'Anvers, iar fosta companie a fost transformată în Electrafina.

## Servicii
În perioada cât a funcționat, CGTA a exploatat diverse linii de tramvai, iar între 1925 și 1926 chiar și câteva linii de autobuz în regiunea Antwerpen. Exploatarea s-a efectuat folosind vechiul parc de vehicule al fostelor întreprinderi independente, precum și cu material nou, pus în operă pe măsură ce rețeaua a început să fie electrificată și extinsă.